# Centena di Skast

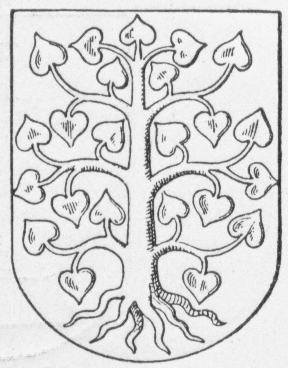
Stemma

La centena di Skast (in danese Skast Herred) fu dal 1796 una ripartizione storica della contea e diocesi di Ribe, nell'attuale Danimarca. La centena era tuttavia molto più antica, essendo stata formata nel medioevo raggruppando le parrocchie di Alslev, Bryndum, Fåborg, Grimstrup, Guldager, Hostrup, Jerne oggi Esbjerg, Nordby, Næsbjerg, Skast, Sneum, Sønderho, Tjæreborg, Vester Nebel, Vester Nykirke, Vester Starup, Årre e Øse. Oggi la centena è spartita fra il territorio comunale di Esbjerg per quanto riguarda la costa, quello di Varde per l’interno, e quello di Fanø per l’omonima isola.